# Холл, Вики
Вики Холл (англ. Vicki Hall; родилась 3 октября 1969 года в Индианаполисе, штат Индиана, США) — американская профессиональная баскетболистка, выступала в женской национальной баскетбольной ассоциации. Не выставляла свою кандидатуру на драфт ВНБА 1999 года, но ещё до начала следующего сезона ВНБА заключила договор с клубом «Кливленд Рокерс». Играла в амплуа лёгкого форварда. После окончания своей карьеры перешла в тренерский штаб команды NCAA «Майами Ред Хокс». В последнее время она работала ассистентом главного тренера в студенческой команде «Толидо Рокетс».

## Ранние годы
Вики Холл родилась 3 октября 1969 года в городе Индианаполис (Индиана), а училась она там же в подготовительной иезуитской средней школе имени Жана де Бребёфа, в которой выступала за местную баскетбольную команду.